# Benjamin Lischka
Benjamin David Lischka (* 21. Juni 1989 in Gießen) ist ein deutscher Basketballspieler. Ab der Saison 2007/08 spielte Lischka in der zweithöchsten deutschen Spielklasse für den TV Lich, bevor er nach vier Jahren in Württemberg, wo er für die Zweitligisten Kirchheim Knights und Crailsheim Merlins antrat, 2013 in seine Heimatstadt Gießen zurückkehrte. Zwischenzeitlich spielte er in Bonn, bevor er in die Regionalliga zu den Gießen Pointers wechselte.

## Karriere
Lischka spielte in seiner Jugend zunächst für den TSV Langgöns und dann für den VfB Gießen. Mit der U18-Nationalmannschaft nahm Lischka 2006 an der U18-Europameisterschafts-Endrunde teil, bei der Lischka, der jedoch bis auf das Spiel gegen Kroatien wenig Spielzeit erhielt, mit der Auswahl nur den 13. und viertletzten Platz erreichte. In der neu gegründeten Nachwuchs-Basketball-Bundesliga (NBBL) spielte Lischka ab 2006 mit der Juniorenmannschaft des BBLZ Mittelhessen, wobei man in zwei Saisons eine vordere Platzierung verpasste und jeweils in der ersten Play-off-Runde ausschied. Ab 2007 spielte Lischka bereits bei den Herren für den TV Lich in der zweithöchsten deutschen Spielklasse 2. Bundesliga ProA, wo er mit seinem zwei Jahre älteren Bruder Johannes Lischka zusammenspielte. Nach dem Klassenerhalt auf dem zwölften Platz 2008 stieg man in der ProA-Saison 2008/09 als Tabellenletzter aus der ProA ab.
Während sein Bruder Johannes, der im Sommer 2009 auch erstmals in die Herren-A-Nationalmannschaft berufen worden war, mit Doppellizenz beim Licher Kooperationspartner Gießen 46ers in der höchsten Spielklasse zum Einsatz kam, wechselte Benjamin Lischka nach dem Abstieg der Licher 2009 zum bisherigen Ligakonkurrenten VfL Kirchheim Knights. Nach zwei vierten Plätzen mit den Knights in der ProA wechselte Lischka zur ProA-Spielzeit 2011/12 zum württembergischen Konkurrenten Crailsheim Merlins. Mit den Hohenlohern erreichte Lischka in der Hauptrunde 2011/122 ebenfalls den vierten Platz, verlor aber in den erstmals ausgespielten Play-offs die über den Aufstieg entscheidende Halbfinalserie gegen den Hauptrundenersten und späteren Meister Mitteldeutscher Basketball Club. In der ProA-Runde 2012/13 reichte es für Crailsheim nur zu einem elften Platz. Nach einem Insolvenzverfahren war Altmeister Gießen 46ers nach der Bundesliga-Saison 2012/13 abgeschlagen als Tabellenletzter erstmals aus der höchsten Spielklasse abgestiegen. Für den Neuaufbau verpflichteten die Mittelhessen den ehemaligen Nationalspieler Denis Wucherer als Trainer und holten zudem Lischka nach Gießen zurück. In der ProA-Saison 2013/14 erreichte Lischka mit den 46ers erneut den vierten Hauptrundenplatz, doch verlor man wie zwei Jahre zuvor die über den Aufstieg entscheidende Halbfinalserie gegen den Hauptrundenersten und späteren Meister BG Göttingen.
In der Saison 2014/2015 gelang Lischka mit den Gießen 46ers nach zwei Jahren in der Pro A der Wiederaufstieg in die Basketball-Bundesliga und die ProA-Meisterschaft 2014/2015. Insbesondere in der Saison 2017/18 machte er einen Sprung nach vorn und erreichte mit 10,3 Punkten pro Begegnung seine bis dahin besten Bundesliga-Werte. Er blieb bis 2019 bei den Mittelhessen, im Juli 2019 wurde er vom Bundesliga-Konkurrenten Telekom Baskets Bonn verpflichtet. 2021 schloss sich Lischka den Gießen Pointers in der 1. Regionalliga Südwest an, da er sich auf berufliche Aufgaben außerhalb des Basketballsports zuwenden wollte. Mit dem Viertligisten stieg er 2022 als Regionalliga-Meister in die 2. Bundesliga ProB auf.